# Мухамбаль
Мухамбаль (араб. محمبل‎) — небольшой город на северо-западе Сирии, расположенный на территории мухафазы Идлиб. Входит в состав района Эриха. Является административным центром одноимённой нахии.

## Географическое положение
Город находится в западной части мухафазы, на высоте 352 метров над уровнем моря.

Мухамбаль расположен на расстоянии приблизительно 19 километров к юго-западу от Идлиба, административного центра провинции и на расстоянии 247 километров к северу от Дамаска, столицы страны.

## Население
По данным официальной переписи 2004 года численность населения города составляла 4970 человек (2565 мужчин и 2405 женщин).

## Транспорт
Ближайший гражданский аэропорт — Международный аэропорт имени Басиля Аль-Асада.